# Xylophanes xylobates
Xylophanes xylobates är en fjärilsart som beskrevs av Bönninghausen 1899. Xylophanes xylobates ingår i släktet Xylophanes och familjen svärmare. Inga underarter finns listade i Catalogue of Life.